# 277 v.Chr.
Het jaar 277 v.Chr. is een jaartal volgens de christelijke jaartelling.

## Gebeurtenissen

### Griekenland
- Antigonus II Gonatas (277 - 239 v.Chr.) bestijgt de troon van Macedonië en verslaat de Kelten op de Thracische Chersonesos.

### Egypte
- Ptolemaeus II Philadelphus rekruteert 4.000 Keltische huurlingen voor het Egyptische leger.

### Italië
- Pyrrhus van Epirus dringt de Carthagers terug en belegert Lilybaeum (Marsala) op Sicilië.
- De Romeinen veroveren in Magna Graecia de stad Crotone.